# جزيرة بينتوان
جزيرة بينتوان وهي جزيرة من جزر إندونيسيا، وتتبع إقليم كليمنتان الجنوبية في إندونيسيا.